# Eduardo Risso (veslač)
Eduardo G. Risso Salaverría, urugvajski veslač, * 1. november 1925, Montevideo, Urugvaj, † 12. januar 1986, Montevideo.
Eduardo G. Risso Salaverría je veslač, ki je za Urugvaj nastopil na Poletnih olimpijskih igrah 1948 v Londonu in na Poletnih olimpijskih igrah 1952 v Helsinkih, kjer je nastopil v enojcu. 
Na igrah v Londonu je osvojil srebrno medaljo. 